# Asibilație
În lingvistică, asibilația este o schimbare sonoră care are ca rezultat o consoană sibilantă. Este o formă de spirantizare și este de obicei faza finală a palatalizării. 

## Araba
O caracteristică a varietăților mashreqi ale arabei (în special levantina și egipteana ) este aceea de a asibila consoanele interdentale ale arabei moderne standard (AMS) în anumite contexte (definite mai mult cultural decât fonotactic). Astfel, ṯāʾ, pronunțat [ θ ] în AMS, devine [ s ] (ca AMS /θaqaːfah/ → levantinul /saqaːfeh/ „cultură”); ḏāl, pronunțat [ ð ] în AMS, devine [ z ] (ca AMS /ðanb/ → levantinul /zamb/ „vinovăție”); și ẓāʾ, pronunțat [ ðˤ ] în AMS, devine [ zˤ ] (ca AMS /maħðˤuːðˤ/ → levantinul /maħzˤuːzˤ/ „norocos”). 
Pe axa diacronică, fonemul reprezentat de litera ǧīm a suferit, în unele dialecte, asibilarea. Pronunția în araba clasică este reconstruită ca fiind [ɡʲ] sau [ ɟ ] (sau poate ambele în dialecte); este înrudit cu [ ɡ ] în majoritatea celorlalte limbi semitice și se înțelege că este derivat din acel sunet în proto-semitică. De-a lungul secolelor a suferit o schimbare extinsă a pronunției și este pronunțat în cel puțin șase moduri diferite în diferitele variante ale arabei. Una comună este [ ʒ ] ca rezultat final al unui proces de palatalizare începând cu Proto-Vest Semiticul [ ɡ ] apoi [ɡʲ] sau [ ɟ ] apoi [ d͡ʒ ] (o pronunțare încă curentă) și în final [ ʒ ] (în levantin și în dialectele magrebine non-algeriene). Ultima pronunție este considerată acceptabilă pentru utilizare în MSA, împreună cu [ ɡ ] și [ d͡ʒ ] . 

## Limbile bantu
În istoria mai multor grupuri bantu, inclusiv limbile bantu sudice, consoana Proto-bantu * k a fost palatalizată înainte de o vocală sau una în apropiere. Astfel, prefixul de clasă 7 substantiv * kɪ̀- apare de exemplu în Zulu as i s i-, Sotho as se-, Venda as tshi- și Shona ca chi- . 

## Limbi finice
Limbile finlandeze ( finlandeză, estonă și rudele lor apropiate) s-au schimbat în [*ti] /si/. Alternanța poate fi văzută cuvinte în forme dialectale și flexionare. Finlandezul kieltää finlandeză  „a nega” → kielti  ~ kielsi  „s / el a negat”; vesi  „apă” vs. vete-nä  „ca apa”. 
O etapă intermediară /ts/ este păstrată în sudul Estoniei în anumite cazuri: tsiga „porc”, vs. sika finlandeză , standard (nord) estonianul siga estoniană. 

## Limbi germanice
În schimbarea consonantică din germana de sus, stopurile surde /p, t, k/ s-au spirantizate la /f, s, x/ la sfârșitul unei silabe. Trecerea de /t/ la /s/ (ca în englezul water, germanulă Wasser) este o asibilație. 
Asibilația se produce fără palatalizare pentru unii vorbitori de limba engleză vernaculară afro-americană în care /θ/ este alveolarizat la /s/ când apare la sfârșitul unei silabe și în interiorul unui cuvânt înainte de o altă consoană, ceea ce duce la astfel de pronunții ca următoarele. 
| bathroom | - /ˈbæs.ruːm/ |
| birthday | - /ˈbɝs.deɪ/  |

## Greacă
În proto-greacă, combinațiile anterioare * ty, * t h y și * dy s-au abilitat să devină africate alveolare, * ts și * dz, în ceea ce este cunoscut sub numele de prima palatalizare. Mai târziu, a avut loc oa doua rundă de palatalizare, producând inițial gemat palatal * ťť și * ďď din diverse consoane urmate de * y . Primul a fost depalatalizat în simplă geminată tt în unele dialecte și asibilat la ss în altele. Acesta din urmă a evoluat într-un dz africat în toate dialectele grecești. Câteva exemple: 
- *tot-yos -> PG *totsos > Homeric tóssos > Attic tósos "atât de mult" (latină tot )
- *medʰ-yos > PG > Homeric méssos > Attic mésos "middle" (latină medius  )

Unele dialecte grecești au suferit ulterior încă o rundă de asibilare. *ti s-a mutat în /si/ în cele din urmă în atică și ionică , ar nu în dorică . 
- Doricul títhēti - Atic-Ionic títhēsi „el / ea plasează”

## Limbi romanice
Chiar cuvântul asibilație conține în el un exemplu al fenomenului, așa cum este pronunțat /əˌsɪbɪˈleɪʃən/în engleză .Latinaclasică -tio  a fost pronunțat /tioː/ (de exemplu, assibilatio  a fost pronunțat /asːiːbilaːtioː/ și attentio /atːentioː/ ). Cu toate acestea, în limba latină vulgară, s-a asimilat la /tsioː/, ceea ce poate fi încă văzut în italiană: attenzione  . 
În franceză, lénition a dat apoi /le.ni.sjɔ̃/ (ca attention modern /a.tɑ̃.sjɔ̃/ ), care a fost  palatalizat în cuvintele derivate din engleză to /ʃ/ (ca atenție /əˈtɛn.ʃən/). 
Majoritatea dialectelor franceze din Québec aplică o asibilare mai recentă tuturor consoanelor plozive dentare imediat înainte de vocalele frontale acute și semivocalele asociate, astfel încât secvențele /di dj dy dɥ ti tj ty tɥ/ devin pronunțate /dzi dzj dzy dzɥ tsi tsj tsy tsɥ/.
Asibilația apare în unele varietăți ale spaniolei, cum ar fi în Ecuador și în Mexic. Este strâns legată de termenul fonetic sibilare . 

## Limbi slave
Efectele palatalizării au fost răspândite în istoria proto-slavei. În prima palatalizare, diverse consoane au fost transformate în fricative și africate postalveolare, în timp ce, după a doua și a treia palatalizare, au rezultat consoane alveolare. 
Unele limbi slave au suferit încă o etapă de palatalizare. În poloneză, în special, consoanele dentale au devenit fricative și africate alveolo-palatale atunci când sunt urmate de o vocală frontală. 